# Lars Andersson
Lars Andersson   (Göteborg, 18 de febrer de 1988) és un ciclista suec, professional des del 2008 al 2014.

## Palmarès
- 2012
  - Vencedor d'una etapa del Tour d'Algèria